# ワルサーPPKに関連する作品の一覧
ワルサーPPKに関連する作品の一覧は、ドイツの拳銃ワルサーPPKに関連する作品の一覧である。

## ドラマ
『CSI:科学捜査班』
第10シーズンの「死ねないロボット」「青いドレスの女」に登場。
『Xファイル』
モルダー捜査官がバックアップとして使用。
『あぶない刑事』
真山刑事（浅野温子）が使用。
『アリバイ崩し承ります』
第6話の製薬会社社員殺人事件の犯人である平根勝男(斉藤陽一郎)が犯行に使用した二丁の銃の内の一丁に本銃を使用。
『ベイシティ刑事』
河合刑事（石川秀美）がシルバーモデルを使用。
『刑事貴族』
青木刑事（高樹沙耶）が使用。
『相棒』
シーズン5 第11話「バベルの塔」にPPK/S（32口径）が登場。
シーズン10 第13話「藍よりも青し」に登場。レストランから押収される。
シーズン11 第1話「聖域」に登場。
『都庁爆破!』
アメリカ国防総省情報担当次官、ケイン高村(吉川晃司)がシルバーモデルのPPK/Sを使用。

## 映画・小説
『007シリーズ』
イアン・フレミングのスパイ小説『007シリーズ』の主人公ジェームズ・ボンドの拳銃として有名になった。
小説ではボンドは第1作でグリップ部にテープを巻いたベレッタM1919を使っていたが、第5作『007 ロシアから愛をこめて』で抜き撃ちの失敗が原因で怪我を負い、上司のMからPPKに替えるよう命令されて以来使い続ける。
映画では後の作品の『007 ドクター・ノオ』が第1作のため、この時にPPKに替えるように指示されている。第18作『007 トゥモロー・ネバー・ダイ』劇中以降はワルサーP99を使用していたが、第22作『007 慰めの報酬』以降では再びPPKが使用されている。
第14作『007 美しき獲物たち』では、ボンドがステイシー・サットンの協力を得てマックス・ゾリンの悪事の証拠をつかむべく、ステイシーの職場であるサンフランシスコ市役所に潜入した際、その動きを読んでいたゾリンと彼の部下兼情婦のメイデイに銃口を向けられて奪われ、その後ゾリンが思いついた罠によりPPKは「ボンドとステイシーが犯した殺人の凶器」として、ゾリンの言いなりであったステイシーの上司をゾリンが射殺するのに使用され、その後出動したサンフランシスコ市警察のディック・トレイシーにより押収される。
第17作『007 ゴールデンアイ』では、現在のロシアにおいて旧ソ連時代にボンドと因縁のあったロシア軍の将軍であるアーカディ・ウルモフが、ロシア当局に捕えられたボンドとナターリア・シミョノヴァが国防大臣のデミトリ・ミシュキンから取り調べを受ける中で、ボンドはミシュキンにウルモフこそが犯罪組織「ヤヌス」の一員であると訴えるが、直後にウルモフは押収されていたボンドのPPKを手にしてミシュキンとその場にいた兵士を射殺してあたかもこれらがボンドの仕業であるかのように見せかけ、さらにはダメ押しの一手として本銃を弾を抜いた状態でボンドへと返却している。
第23作『007 スカイフォール』では、復帰したボンドにQが「あなたの掌紋にのみ反応する、画期的な個人識別機能付き」のPPK/S 9mmモデルを小型発信器とセットで渡している。後にマカオで敵の刺客3人組に襲われた際はその中の1人に奪われ銃口を向けられるが、先述の機能のおかげで引き金を引いても弾は出ず、その場にいたオオトカゲに食い殺される。この時ボンドはオオトカゲから逃れ、かつ1時間後にマカオを離れる予定の協力者との合流を急いだためPPKは回収されずに終わり、Qの要望であった「任務を終えたら、必ず返却するように」という頼みは叶えられなかった。その後イギリスに戻った際には普通のPPKを使用しているが、入手経路は不明。劇中ではMとイヴも使用する。
日本を舞台に製作された『007は二度死ぬ』では、MGC社製の特注のモデルガンが部分的に使用された。最初のPPKはセーフティーレバーの作動方向が実銃と逆になっている。また、プレス向けのブロスナンがPPKを構えている写真ではマルシン製のモデルガンが使われた。
『ロシアから愛をこめて』で実際の撮影に使われたエアガンは2010年11月、クリスティーズのオークションに掛けられ、3,600万円で落札された。
『24 -TWENTY FOUR-シリーズ』
シーズンII、スタジアムでの戦闘時、ジャック・バウアーがテロリストから奪う。
シーズンIII、メキシコでの潜入捜査で、テッド・パッカードがシルバーモデルを自殺に使用。
『TAXi』
強盗団メルセデスのリーダー、アインシュタインが使用。
『Twelve Y. O.』
東馬修一が使用。
『エレコーゼシリーズ』
第3巻『剣のなかの竜』において、ウルリック・フォン・ベックの愛銃として登場。弾数の少なさから使用場面は2回だけであるが、最終決戦場面で戦況を逆転させる切り札となる。
『オースティン・パワーズシリーズ』
シリーズ全作を通してPPK/Sのシルバーモデルを主人公オースティン・パワーズが使用。また、第1作では彼の1967年時点におけるパートナーのミセス・ケンジントンも同じモデルを使用。
『コンフェッション』
サプレッサー付き。
『スカイ・クロラ The Sky Crawlers』
草薙水素が所持。未発砲。
『征途』
主人公の一人である藤堂守が私物として所持。大日本帝国海軍航空隊の流星改一型パイロットだった時代から所持しており、藤堂守にとってトラウマとなった出来事にも深く関係している。第二次大戦後、日本人民空軍のMiG-21パイロットとなってヴェトナム戦争に派遣された際もワルサー社製拳銃を所持しているが、こちらは同じ拳銃なのか否か不明。
『ゾンビランド』
車内でウィチタがタラハシーに向かってPPK/Sを突きつける。
『ターミネーター3』
深夜の動物病院に忍び込んだジョン・コナーがPPKのエアガンを所持。
『ダイ・ハードシリーズ』
PPK/Sを一部のテロリストが使用。サプレッサーも使用されている。
『バトルロワイアル』
沼井充が所持する。
『引き金を引く時シリーズ』
番外編である「ゼロイン」ではM92 ヴェスパ・マンダリニアを手にするまでの間シマハイエナが使用。「引き金を引く時」では、その時のものと思われるPPKをフィリーが基地でシマハイエナから渡され、以降シリーズを通して使用する。
『リーサル・ウェポン2/炎の約束』
駐ロサンゼルス南アフリカ外交官の1人、ピーター・ボルステッドが使用する。
『ワルキューレ』
クラウス・フォン・シュタウフェンベルクが銃撃戦時に使用。

## 漫画・アニメ
『HELLSING』
インテグラが所持する。
『UN-GO』
11話に登場。
『Z -ツェット-』
NATO情報局員の主人公が使用。
『アドルフに告ぐ』
アドルフ・カウフマンが日本派遣以降、パレスチナにいたるまで使用。
『金田一少年の事件簿』
蝋人形城殺人事件で犯人が終盤で使用。
『クレヨンしんちゃん 爆発!温泉わくわく大決戦』
温泉Gメンの指宿と後生掛が携帯している。
『けいおん!』
けいおん!ストーリーアンソロジーコミック 3に登場。
『最終兵器彼女』
第8話「みんな変わっていく」にてTVアニメオリジナルキャラクターのゆかりが白人兵狩りに参加した際に所持。
『ザ・ファブル』
フード(偽名)がサプレッサーを装備した22口径のものを愛用するほか、主人公の佐藤明も所持。
『シャム猫 -ファーストミッション-』
海堂俊介がPPK/Sを使用。
『スカイ・クロラ』
女性司令官、草薙水素の装備品。薬室に装填した状態のまま放置されている場面がある。
『ストライクウィッチーズ』
隊員に支給されている。
『中二病でも恋がしたい!』
小鳥遊六花が机の引き出しから取り出す。
『ドラえもん』
「けん銃王コンテスト」に登場。
『ノワール』
ボルヌ一派が、ソルダの刻印の入ったゴールドモデルを使用。
『パタリロ!』
007をモチーフにしたキャラクター、バンコラン少佐が愛用する。
『漂流教室』
強盗が大和小学校に残した拳銃。第6章ではワルサーPPKだが、第7章ではコルト・ガバメントになっている。
『ブラック・ジャック 劇場版』
フェンディが会長の命令でキャロルを殺す際に使用するが、防弾チョッキで防がれて返り討ちに遭う。
『名探偵コナン 世紀末の魔術師』
連続強盗殺人犯スコーピオンがPPK/Sにサプレッサーとレーザーサイト、スコープを装備したものを使用。
『名探偵コナン 探偵たちの鎮魂歌』
清水麗子がPPKを使用。

『ヨルムンガンド』
アマーリアのボディガードが所持しており、銃声が聞こえた際にホルスターから抜くが、発砲なし。
『ルパン三世』
劇場映画第6作『ルパン三世 DEAD OR ALIVE』、TVスペシャル第9弾『ルパン三世 ワルサーP38』、PS2用のテレビゲーム『ルパン三世 コロンブスの遺産は朱に染まる』などで峰不二子が愛銃のブローニングとは別に使用。また、実写映画『ルパン三世 念力珍作戦』のルパン、OVA第1弾『ルパン三世 風魔一族の陰謀』の風見、TVスペシャル第7弾『ルパン三世 ハリマオの財宝を追え!!』に登場したアーチャー卿なども所持する。

## ゲーム
『Fallout 4』
「デリバラー」の名称で登場する。レールロードに加入し、最初に受けるクエスト内で入手できる。サプレッサーの取り外し、グリップ交換、アイアンサイトのカスタムが可能。
『Generation Zero』
「Möller PP」の名称で登場する。
『The Saboteur』
「Silenced Pistol」の名称で登場する。名称のとおり、サプレッサーが装着されている。
『怪盗ロワイヤル-zero-』
「スパイガン」の名称で登場。
『デジタル・デビル物語 女神転生II』
主人公が最初に手に入れる武器として登場する。
『ドールズフロントライン』
萌え擬人化されたものが、星2戦術人形「PPK」として登場。
『バトルフィールドV』
『不確定世界の探偵紳士』
悪行双麻（あぎょうそうま）の元妻、悪行あやめが携帯している。S&W M36 チーフスペシャルを使う悪行双麻と、クイック・ドローの決闘を行うときに使用。
『リトルバスターズ!エクスタシー』
主人公の直枝理樹がヒロインの朱鷺戸沙耶に渡されPPK/Sを使用する。